# Base militare di Tapa
La base militare di Tapa (in estone: Tapa sõjaväelinnak) è una base militare situata nei pressi della cittadina di Tapa, in Estonia.
In precedenza una base delle Forze di difesa aerea sovietiche, dai primi anni Novanta è gestita dalle Forze armate estoni. Vi ha il suo quartier generale la 1ª Brigata di fanteria dell'Esercito e vi sono stazionate anche unità di altri paesi nell'ambito della NATO Enhanced Forward Presence.